# MARTE

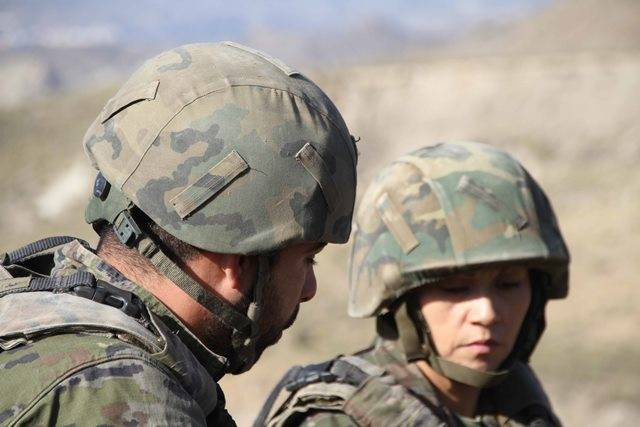
Испанские солдаты в шлемах MARTE

MARTE — испанский общевойсковой полимерный шлем, поступивший на вооружение армии и флота Испании в 1986 году и остававшийся на вооружении до 2010-х.

## История
К началу 1980-х годов, испанские вооружённые силы испытывали нехватку современных шлемов. Основным типом касок оставался морально устаревший шлем M42, принятый на вооружение ещё во времена Второй мировой войны. Несмотря на модернизацию в 1979 году, повысить защитные качества шлема не удалось. Кроме того, в отдельных частях оставались даже более старые шлемы, оставшиеся от времён гражданской войны. Кроме того, в войсках имелись и поступавшийся с середины 1960-х шлемы М65, являвшиеся копией американского М1.
В июле 1985 года министерство обороны Испании приняло решение положить конец хаосу со средствами индивидуальной защиты — на вооружение испанской армии должен был поступить новый образец шлема и бронежилета. Штабом армии был разработан проект шлема, получившего название MARTE. Победу в международном конкурсе, в котором приняло участие 4 испанских и 4 иностранные компании, одержала компания Induyco. Представленный ими образец MARTE I (01/85) получил наивысшую оценку и был рекомендован к принятие на вооружение.
В 1986 году был размещён заказ на 30 000 единиц, затем ещё 150 000. Шлемы в равной степени были разделены между армией и флотом.

## Описание
В отличие от своих предшественников, этот шлем был сделан не из стали, а из нескольких слоёв ткани из высокопрочного баллистического волокна со смесью смол, которые намного превосходили старые металлические шлемы.